# 다이카인
다이카인(베트남어: Đại Khánh / 大慶 대경 / 1314년 3월 ~ 1323년)은 베트남 쩐 왕조(陳朝) 명종(明宗) 쩐마인(陳奣)의 첫번째 연호이다. 일설에는 타이카인(베트남어: Thái Khánh / 太慶 태경)으로 칭하기도 한다.

## 개원
- 흥롱(興隆) 22년 3월 18일[1](율리우스력 1314년 4월 3일)에 연호를 다이카인(大慶)으로 개원함.[2][3]

- 다이카인(大慶) 11년 1월 1일[4](율리우스력 1324년 1월 27일)에 연호를 카이타이(開泰)로 개원함.[2][3]

## 연대 대조표
| 다이카인 | 서기(西紀) | 간지(干支) | 원나라 연호     |
| 원년     | 1314년     | 갑인(甲寅) | 연우(延祐) 원년 |
| 2년      | 1315년     | 을묘(乙卯) | 연우 2년        |
| 3년      | 1316년     | 병진(丙辰) | 연우 3년        |
| 4년      | 1317년     | 정사(丁巳) | 연우 4년        |
| 5년      | 1318년     | 무오(戊午) | 연우 5년        |
| 6년      | 1319년     | 기미(己未) | 연우 6년        |
| 7년      | 1320년     | 경신(庚申) | 연우 7년        |
| 8년      | 1321년     | 신유(辛酉) | 지치(至治) 원년 |
| 9년      | 1322년     | 임술(壬戌) | 지치 2년        |
| 10년     | 1323년     | 계해(癸亥) | 지치 3년        |

## 동시대 연호

### 중국(몽골)
원(元)
- 연우(延祐) (1314년 ~ 1320년)
- 지치(至治) (1321년 ~ 1323년)

### 일본
- 쇼와(正和) (1312년 ~ 1317년)
- 분포(文保) (1317년 ~ 1319년)
- 겐오(元応) (1319년 ~ 1321년)
- 겐코(元亨) (1321년 ~ 1324년)

## 같이 보기
- 다른 왕조의 같은 연호
  - 서하(西夏) 대경(大慶, 1036년 ~ 1038년) : 경종의 연호
  - 서하(西夏) 대경(大慶, 1140년 ~ 1143년) : 인종의 연호

- 베트남의 연호